# Grande Canal da Alsácia

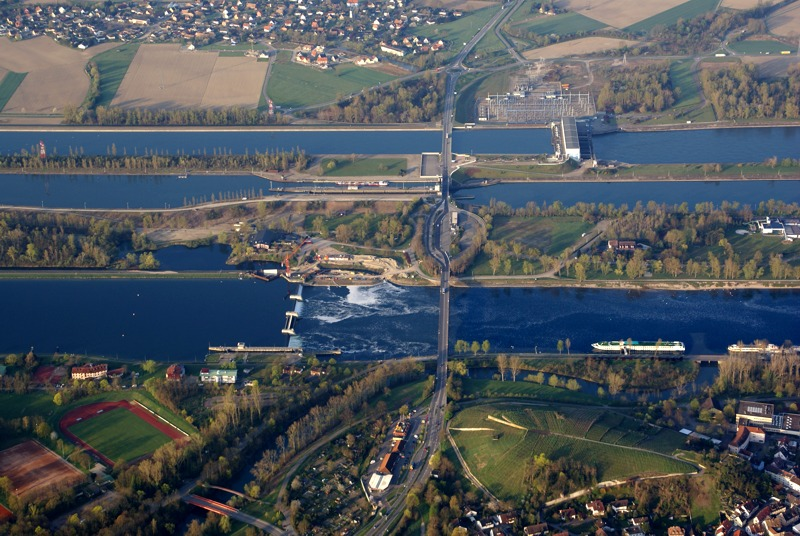
O rio Reno e o canal em Breisach.

O Grande Canal da Alsácia (em francês:  Grand Canal d'Alsace, em alemão:  Rheinseitenkanal) é um canal artificial na Alsácia, região do leste da França, que canaliza parte das aguas do Reno superior. Tem cerca de 50 quilómetros de extensão, entre Kembs e Vogelgrun, e permite o acesso da região ao rio Reno até Basileia, na Suíça, e ao mar do Norte, para tonelagens de até 1350 Tm. O Grande Canal é mais longo do que o canal do Suez e permite a navegação de mais de 30.000 embarcações por ano entre Basileia e Estrasburgo.
A construção do canal começou em 1932 e só se completou depois da Segunda Guerra Mundial, em 1959. O canal desvia grande parte do caudal do Reno Superior, que não é navegável em parte da região.
O Grande Canal produz energia hidroelétrica em Kembs, Ottmarsheim, Fessenheim e Vogelgrun, fornecendo eletricidade a uma das regiões mais industrializadas da França e também à Alemanha. O canal proporciona também água de refrigeração
à central nuclear de Fessenheim, eliminando a necessidade de torres de refrigeração.